# 5336 Kley
Az 5336 Kley (ideiglenes jelöléssel (5336) 1991 JE1) a Naprendszer kisbolygóövében található aszteroida. Kawasato, N. fedezte fel 1991. május 7-én.